# Metroid Prime 2: Echoes
Metroid Prime 2: Echoes, aussi connu sous le nom de Metroid Prime 2: Dark Echoes (メトロイドプライム2: ダークエコーズ, Metoroido Puraimu Tsū: Dāku Ekōzu) au Japon, est un jeu vidéo d'action-aventure en vue à la première personne, développé par Retro Studios et édité par Nintendo, sorti sur GameCube en Amérique du Nord, en Europe et en Australie en 2004, puis au Japon l'année suivante. Il est la suite de Metroid Prime, et fait partie de la série Metroid.

## Trame

### Contexte
Il y a longtemps, une race de créatures appelées Luminoths, s'installe sur la planète Ether. Ils y mènent une existence paisible, baignée par la puissance d'une énergie qu'ils baptisent la Lumière d'Ether. Afin de prolonger l'espérance de vie de la planète, ils décident d'emmagasiner cette fameuse lumière dans des contrôleurs énergétiques qu'ils placèrent dans trois temples sacrés, pour ensuite tous les relier entre eux à un plus grand bâtiment appelé le Grand Temple.
Un jour, ils repèrent un météore qui fonce sur la planète. Impuissants, ils ne peuvent qu'attendre le jour où il va s'écraser. Son impact déchire alors la planète et recouvre d'un voile obscur tout ce que les Luminoths connaissent, donnant naissance à une deuxième planète située dans une dimension parallèle. De cette dimension, une race de créatures maléfiques font leur apparition sur Ether, semant la destruction et le chaos. Les Luminoths baptisent ces créatures les Ings et créent des portails pour les poursuivre sur la planète dans l'autre dimension, Ether Sombre.
Ether Sombre est un double maléfique d'Ether, que les Luminoths doivent fuir à cause de son atmosphère toxique. Les Ings reviennent alors faire la guerre, prenant possession des animaux et des amis, ce qui force les Luminoths à reprendre le combat. Ils créent des balises de lumière qui les protègent de l'atmosphère de L'Ether Sombre et affrontent les Ings. Mais les Luminoths ne peuvent jamais vaincre les Ings sur L'Ether Sombre, tout comme la Lumière d'Ether empêche les Ings de l'emporter sur l'Ether. Les Luminoths créent donc un module de transfert d'énergie pour absorber l'Ether Sombre, mais il est volé et utilisé contre eux. Leurs temples tombent les uns après les autres, il ne reste finalement que le Grand Temple, qui dispose d'assez d'énergie pour subvenir aux besoins d'un seul monde, dernier rempart empêchant la fin de l'existence des Luminoths.
Cependant, un vaisseau de la Fédération galactique, qui pourchasse celui des Pirates de l'espace jusqu'à la surface d'Ether, est neutralisé par les Ings. La Fédération, ayant alors perdu le contact, craint le pire et envoie Samus pour localiser le vaisseau disparu sur Ether.

« Mission requise par la Fédération galactique...
Localisez les unités portées disparues sur la planète Ether, dans la région de Dasha...
Priorité : Haute... »

— Message d'urgence envoyé à Samus Aran

### Scénario
Samus se retrouvera dans un univers complètement différent de ce qu'elle a déjà vu. En route vers cette planète, son vaisseau se dérègle alors qu’elle arrive dans l'atmosphère et elle est prise sur la planète. Elle découvre que l'équipe de la Fédération Galactique a été exterminée par les Ings. Plus tard, Samus prend part de ce conflit entre les Luminoth et les Ings, puis aide les Luminoth à reconquérir leur planète. Mais un nouvel ennemi puissant s'interpose : Samus Sombre.

## Système de jeu

### Généralités
Le jeu reprend les bases établies dans Metroid Prime, premier du nom. Il s'agit toujours d'un jeu en vue à la première personne, mêlant des phases de combat, de réflexion et de plate-forme. Toutefois, la vue passe à la troisième personne lors des phases en boule morphing. Malgré une très grande ressemblance avec Metroid Prime, l'aspect graphique ainsi que le sound design ont été entièrement revus, ce qui donne au jeu une ambiance assez différente du premier opus malgré tout, tandis que le gameplay reste très similaire. Le jeu dispose également d'un mode multijoueur, qui était absent du premier Prime, faute de temps pour l'implémenter.
Lors des phases de jeu sur Ether Sombre, la jauge de vie de Samus baisse progressivement, ce qui contribue à l'ambiance oppressante du jeu, et rend les combats bien plus compliqués. Le joueur est sans cesse sous pression et doit s'abriter sous les bulles protectrices créées par les balises des Luminoths pour régénérer sa vie. De plus, les rayons autres que le Rayon de Puissance utilisent des munitions en nombre limité, qu'il faudra obtenir en tuant des ennemis ou en détruisant des caisses.

### Objets
La Combinaison Varia est toujours présente au début du jeu. Toutefois, l'habituelle Combinaison de Gravité est absente. Elle est remplacée par le Turbo Gravité qui offre une plus grande liberté lors des phases de jeu aquatiques (le Turbo Gravité offre encore un saut supplémentaire par rapport à la Combinaison de Gravité). La Combinaison Varia est plus tard remplacée par la Combinaison Sombre, qui diminue les dommages infligés par l'atmosphère toxique d'Ether Sombre, puis par la Combinaison de Lumière qui immunise totalement contre ses effets. On notera également la première apparition de l'Attaque en Vrille dans un opus en trois dimensions de la saga Metroid.
En ce qui concerne les différents rayons, on ne retrouve pas le Rayon à Ondes, ni le Rayon de Glace, pas plus que le Rayon de Plasma, tous trois apparus dans le précédent jeu. À la place, Samus obtient le Rayon Sombre et le Rayon de Lumière. Ces deux rayons pourront plus tard être associés pour former le Rayon d'Annihilation, qui utilise des munitions d'ombre et de lumière à chaque tir et qui envoie des projectiles à tête chercheuse. Comme dans Metroid Prime, ces trois rayons pourront être combinés aux missiles pour réaliser des combos. Metroid Prime 2 voit également apparaître le Missile à tête chercheuse, qui est en fait un tir de plusieurs missiles qui se dirigent vers des cibles préalablement verrouillées.
Les différents viseurs du premier Prime ne sont pas non plus présents dans ce deuxième opus, hormis le viseur d'analyse, présent au tout début du jeu et permettant au joueur de scanner son environnement. Samus obtient donc deux autres viseurs : le Viseur Sombre, qui permet de voir entre les dimensions en affichant des éléments présents sur Ether Sombre lorsque l'on se trouve sur Ether et vice-versa ; l'autre viseur est le Viseur Echo, permettant de traquer plus efficacement les ennemis en les détectant au son qu'ils produisent et de déverrouiller certains mécanismes. La Boule araignée, introduite dans Metroid II est toujours présente ainsi que tous les autres objets inhérents à la série depuis Super Metroid, hormis l'accélérateur

## Développement
Il était à la base prévu que Samus se retrouve dans une épave d'un vaisseau extraterrestre pour faire face à une intelligence artificielle qui la traquerait. Ce scénario a toutefois été refusé par Nintendo. Retro Studios a donc dû revoir le scénario du jeu, et s'est pour cela inspiré de l'opposition entre un monde de lumière et un monde d'ombre présente dans The Legend of Zelda: A Link to the Past pour créer l'univers du jeu.
D'emblée, le jeu a été pensé pour s'adresser aux joueurs vétérans : l'univers d'Ether Sombre infligeant en permanence des dommages représente un défi de taille. Un membre de l'équipe de développement, Bryan Walker, a d'ailleurs avoué qu'il n'avait jamais réussi a battre le Gardien Turbo, un mini-boss apparaissant au milieu du jeu.

## Accueil

### Critique
Le jeu reçoit des critiques élogieuses de la presse, reprenant ce qui a fait le succès de son prédécesseur. Il obtient un score de 92% sur Metacritic. La difficulté a parfois été pointée du doigt.